# Klippan (Gotemburgo)
Klippan é uma parte ribeirinha do bairro tradicional de Majorna na cidade de Gotemburgo, na Suécia. Este sub-bairro fica situado na margem sul do rio Gota, junto à Ponte de Alvsburgo, e pertence à freguesia administrativa de Majorna-Linné.

## Património
- Fábrica de Açúcar (Sockerbruket)
- Capela de Santa Brígida (Sankta Birgittas kapell)
- Casa de Arte da Röda Sten (Röda Sten konsthall)
- Fprtaleza de Alvsburgo (Ruínas da antiga Fortaleza de Velha Alvsburgo)
- Reserva Cultural de Klippan
- Sjömagasinet

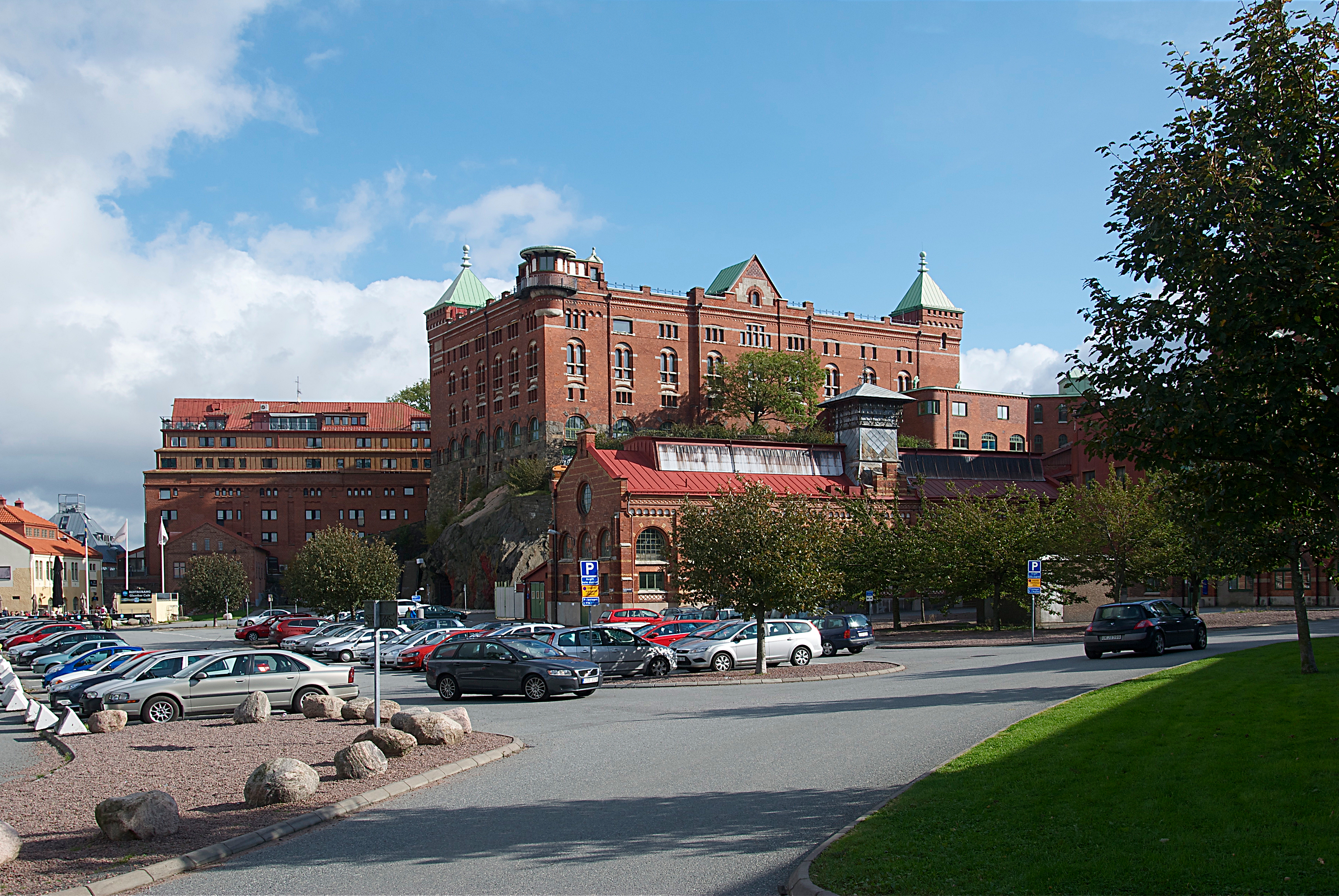
Fábrica do Açúcar (Sockerbruket)
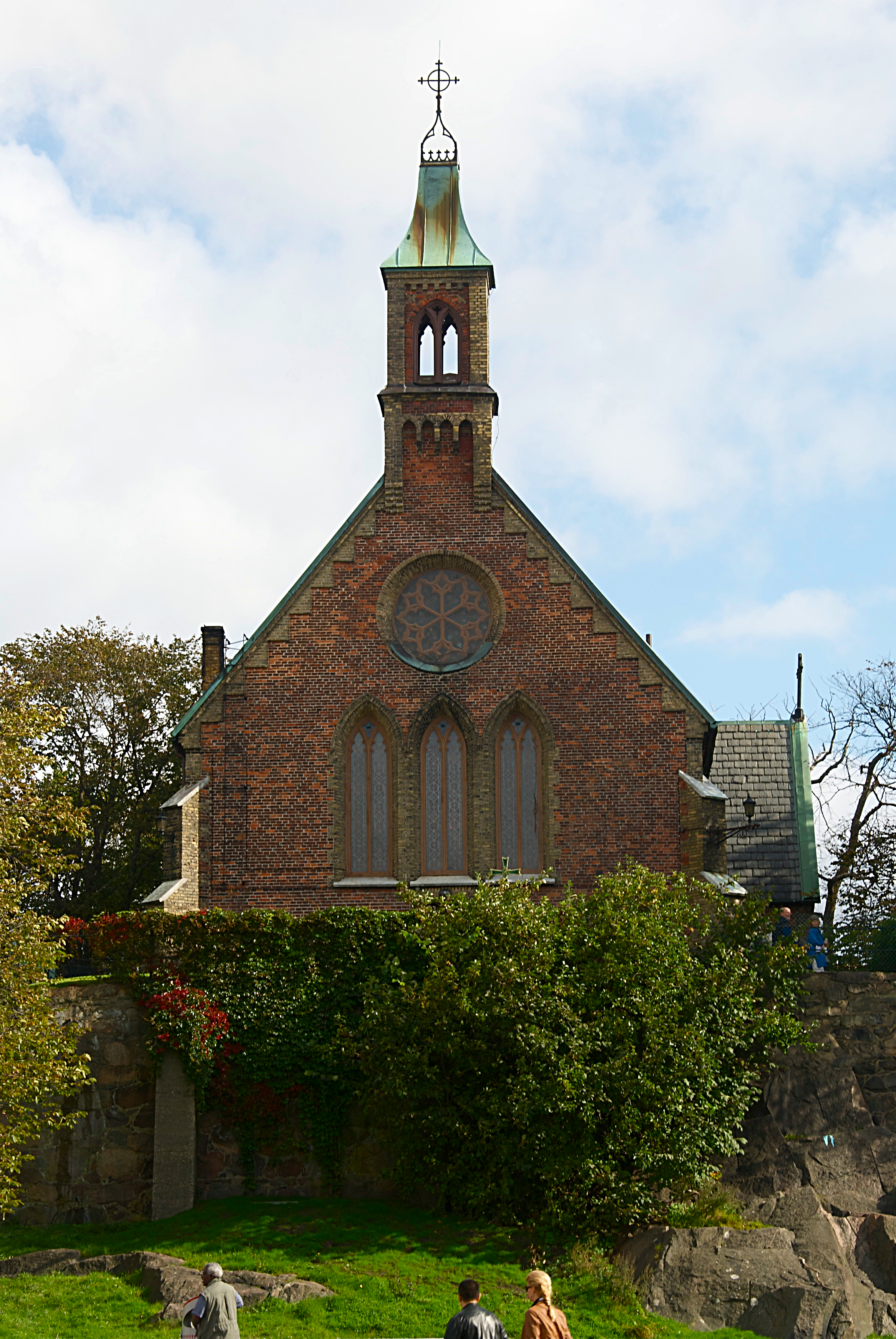
Capela de Santa Brígida (Sankta Birgittas kapell)
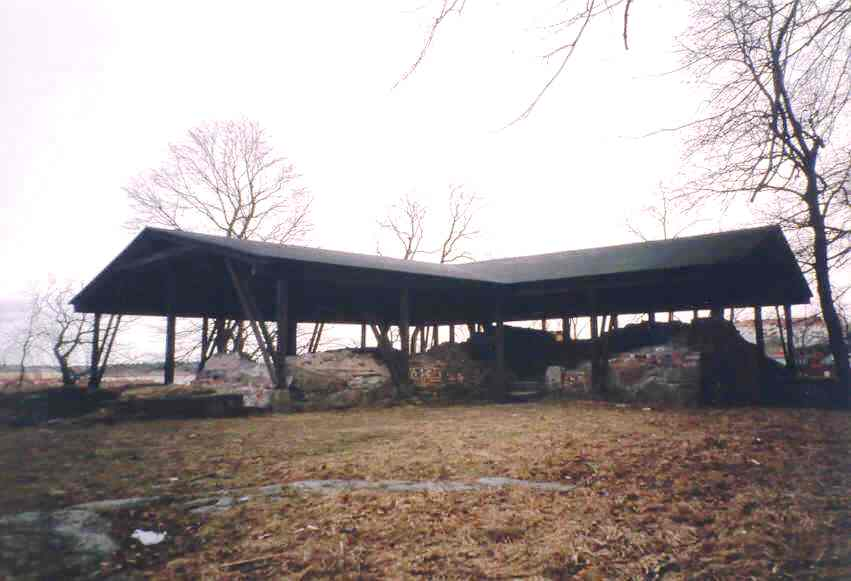
Ruínas da antiga Fortaleza da Velha Alvsburgo
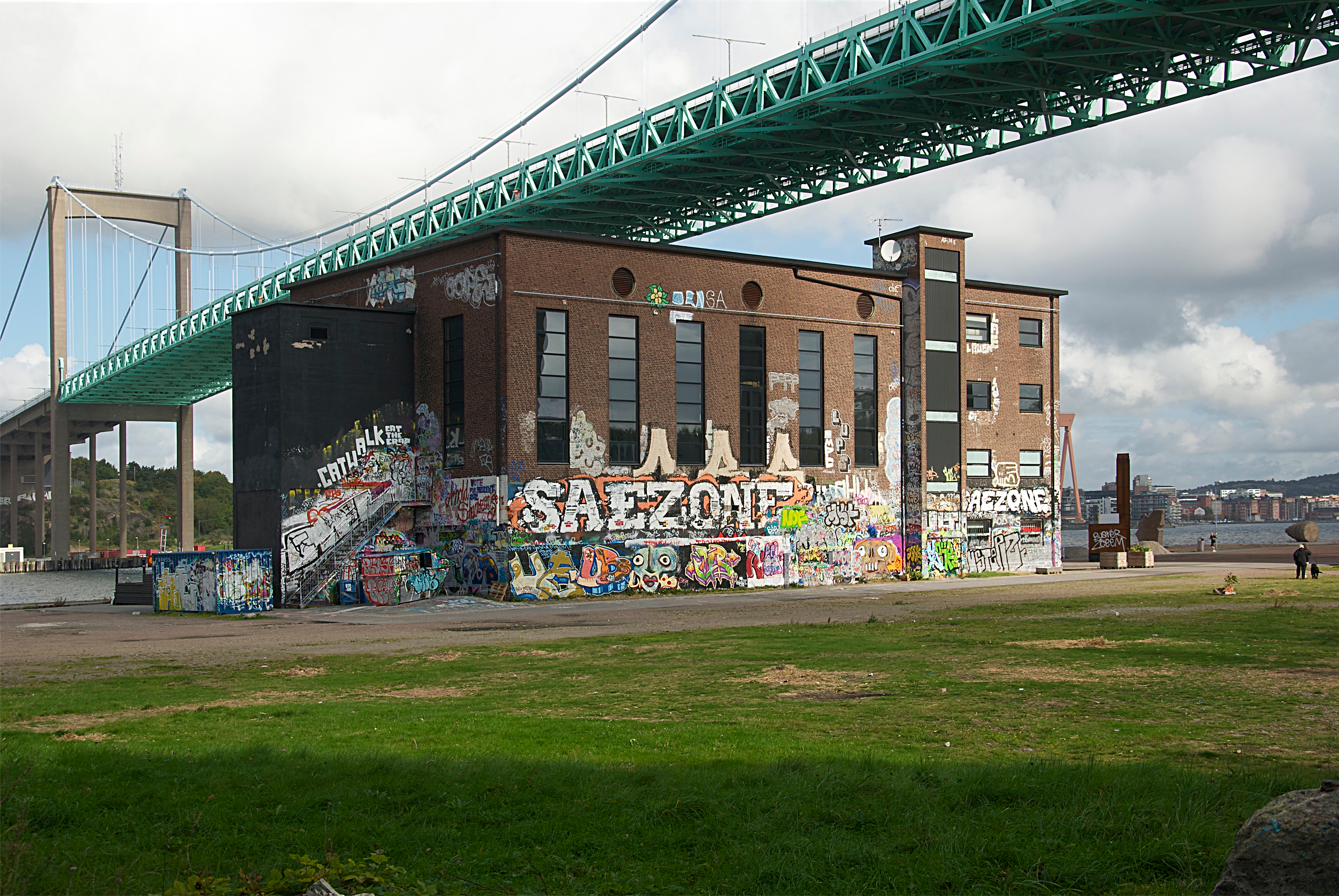
Casa de Arte da Röda Sten (Röda Sten konsthall)
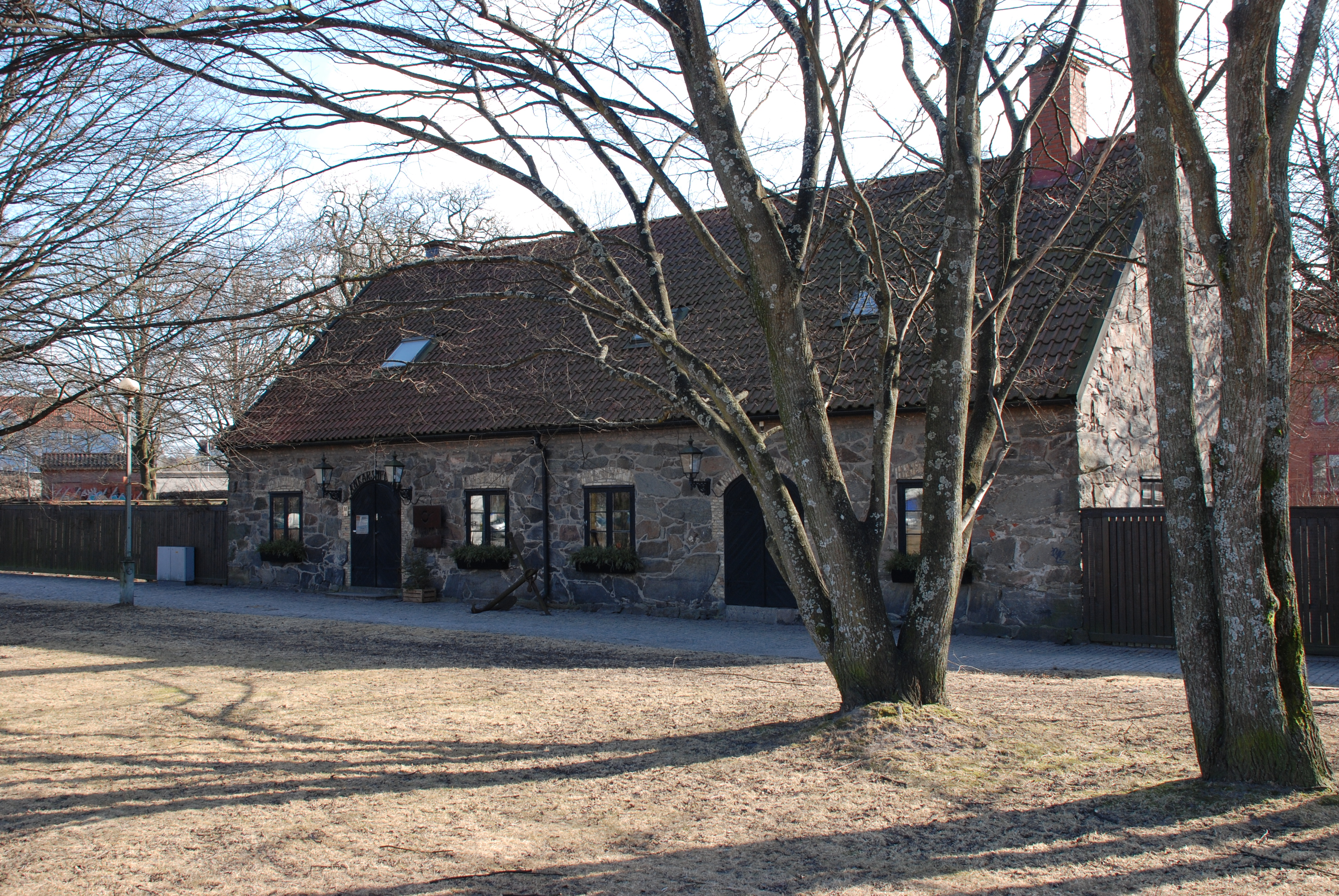
A antiga Fábrica de Âncoras, na atual Reserva Cultural de Klippan
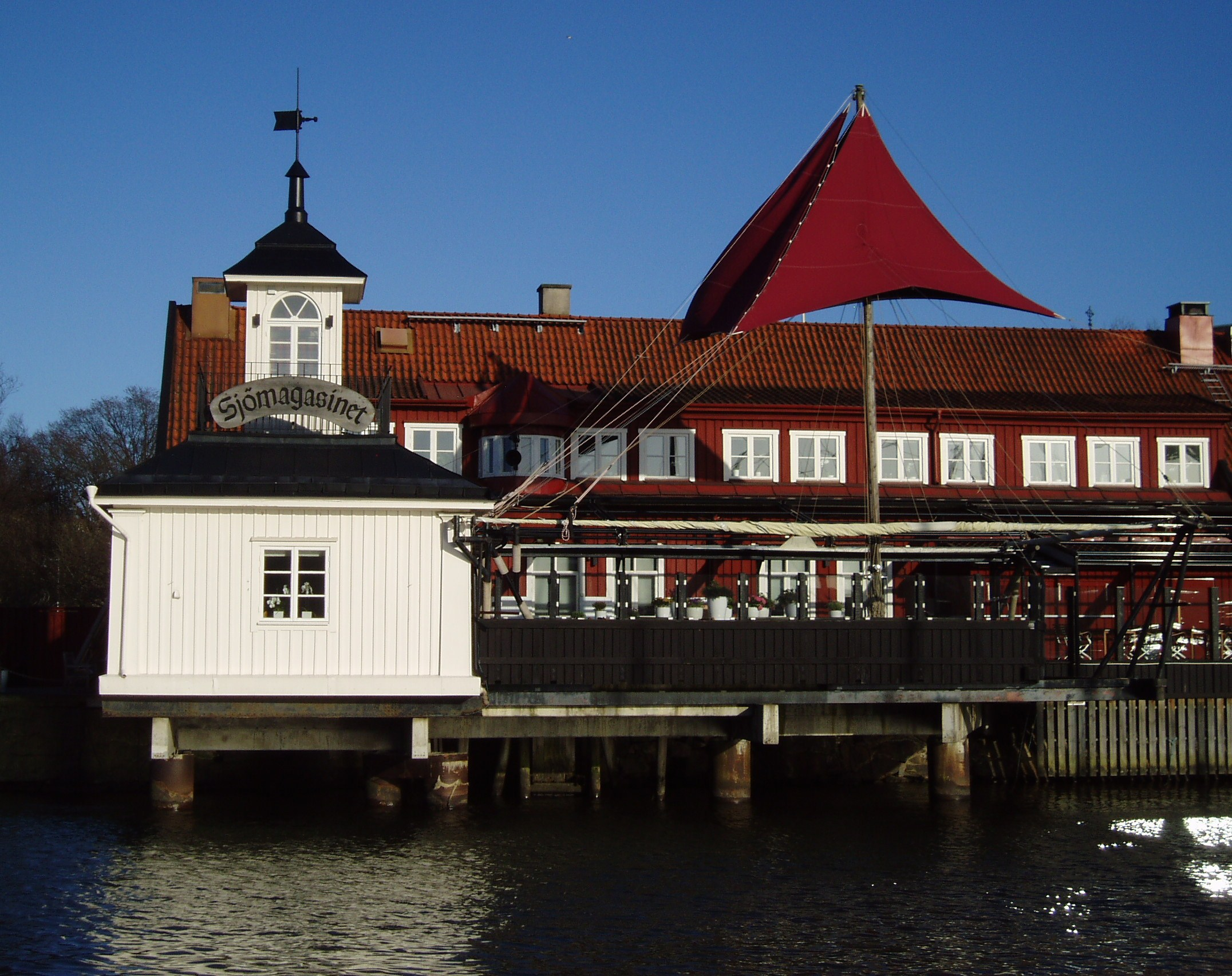
O restaurante Sjömagasinet